# De Most
De Most is een natuurgebied in de Belgische gemeente Balen. Het ligt ten oosten van het gehucht Gerheide, dat is gelegen ten noorden van de gegraven waterloop Grote Hoofdgracht. Het gebied is Europees beschermd als onderdeel van Natura 2000-gebied 'Bovenloop van de Grote Nete met Zammelsbroek, Langdonken en Goor' (habitatrichtlijngebied BE2100040).

## Kasteel van de Most
In het gebied werd een gelijknamig kasteel gebouwd tussen 1876 en 1878, bedoeld als buitenverblijf. Om dit kasteel werd een park aangelegd, en ook werden paardenstallen gebouwd, die in de jaren 20 van de 20e eeuw werden verbouwd tot garage en woningen voor het personeel. Het kasteeltje diende tijdens de Tweede Wereldoorlog als schuilplaats voor het verzet, waaraan een bronzen gedenkplaat nog herinnert. Het kasteeltje werd omstreeks 1920 en in de jaren erna aanzienlijk verbouwd, zodat van het oorspronkelijke huis weinig meer is overgebleven.

## Omgeving
Het gebied De Most was oorspronkelijk een drassig terrein dat deel uitmaakte van de vallei van de Grote Nete, en het was tot 1810 eigendom van de gemeente Balen, waarna het aan particulieren werd verkocht. In de 2e helft van de 19e eeuw werden ter ontwatering de Grote Hoofdgracht en Kleine Hoofdgracht gegraven. De bedoeling was om het nabijgelegen Kamp van Beverlo van hooi en dergelijke te voorzien. Er werden dreven met eiken en beuken aangelegd. Omstreeks 1920 werden op de hogere gedeelten naaldbossen geplant voor de productie van mijnhout.
In de vallei vindt men een halfopen landschap met weilanden en hooilanden, en broekbosjes op vochtige plaatsen. In 1980 werd 104 ha van dit gebied aangekocht door de Vlaamse overheid. Tegenwoordig bedraagt de oppervlakte 132 ha. Dit vormt, samen met het noordelijker gelegen domein Keiheuvel, een aaneengesloten natuurgebied. Naast de buizerd, boomvalk en ransuil komen ook zeldzaamheden als de duinpieper, tapuit, en kleine plevier in dit gebied voor. Een wandeling is in het gebied uitgezet.

## Externe bron
- Onroerend erfgoed